# The Strangeloves
The Strangeloves — американская музыкальная группа. Известна по одному хиту — ставшей классикой гаражного рока песне «I Want Candy».
Как пишет музыкальный сайт AllMusic, «история группы, возможно, более интересна, чем их музыка». Группа была создана бруклинским авторским/продюсерским трио Боба Фельдмана, Джерри Гольдштейна и Ричарда Готтерера. К середине 1960-х годов они уже произвели на свет хит номер 1 в США — «My Boyfriend’s Back» (1963) в исполнении гёрл-группы The Angels. Но тут в середине 1960-х в Америку пришло Британское вторжение, и они решили тоже поучаствовать — начали записываться как группа якобы из Австралии (чтобы заработать на моде на зарубежные группы, на ореоле таинственности, который зарубежные группы окружал).
В 1965 году их песня «I Want Candy» достигла 11 места в США, после чего троице пришлось собрать группу из трёх музыкантов, которые смогли бы выступать на сцене в поддержку своего диска. (Они взяли трёх студийных музыкантов, более внешне соответствующих имиджу своей придуманной группы, чем они могли бы быть сами.)
Также они придумали «наглую» историю про то, что они из (на самом деле несуществующего) города Армстронг в Австралии и что они пастухи овец, сделавшие состояние на созданной ими новой гибридной породе.

## Состав
- Боб Фельдман[англ.]  (англ. Bob Feldman)
- Джерри Гольдштейн[англ.] (англ. Jerry Goldstein, произн. либо Гольдстайн, либо Гольдстин)
- Ричард Готтерер[англ.] (англ. Richard Gottehrer)

## Дискография
- См. «The Strangeloves § Charted singles» в английском разделе.